# Grandi Giardini Italiani

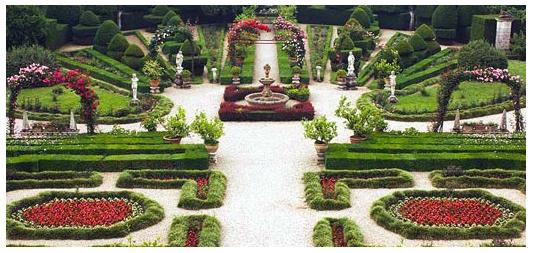
Giardino di villa Pisani Bolognesi Scalabrin (Vescovana, Padova)

I Grandi Giardini Italiani sono una rete di oltre 155 giardini visitabili in 15 regioni italiane, con l'aggiunta di Svizzera e Malta. La rete comprende giardini d'epoca rinascimentale, barocchi e moderni: cinquecento anni di design e storia dell'arte dei giardini e del paesaggio, un patrimonio artistico e botanico unico al mondo.
Il circuito è stato fondato da Judith Wade nel 1997; si propone la promozione dei giardini aderenti attraverso il sito, i canali social, convegni ed eventi dal vivo, pubblicazioni di settore. Dal 2007 crea e certifica nuovi itinerari di giardini visitabili in tutte le regioni d'Italia, come "Un mare di giardini", "Ferma il tempo. Visita un giardino veneto", "I grandi giardini del Lazio. The Roman Countryside".

## Elenco giardini
Membri del network sono i seguenti giardini (suddivisi per regione):

### Svizzera
- Isole di Brissago (Brissago)
- Parco del Museo Vincenzo Vela (Ligornetto)
- Parco Scherrer (Morcote)
- Bruno Weber Park (Dietikon)
- Parco delle Camelie (Locarno)
- Enea Tree Museum (Rapperswil-Jona)
- Gärten Schloss Waldegg (Feldbrunnen-St. Niklau)

### Lombardia
- Vittoriale degli Italiani (Gardone Riviera, BS)
- Isola del Garda (San Felice del Benaco, BS)
- Giardino Botanico Andrè Heller (Gardone Riviera, BS)
- Villa d'Este (Cernobbio, CO)
- Villa Erba (Cernobbio, CO)
- Villa Pizzo (Cernobbio, CO)
- Villa Melzi d'Eril (Bellagio, CO)
- Villa Carlotta (Tremezzo, CO)
- Villa del Balbianello (Tremezzina, CO)
- Villa Monastero (Varenna, CO)
- Villa Cipressi (Varenna, CO)
- Villa del Grumello (Como)
- Villa Olmo (Como)
- Villa Fogazzaro Roi (Oria di Valsolda, CO)
- Parco della Fondazione Minoprio (Vertemate con Minoprio, CO)
- Villa Borromeo Visconti Litta (Lainate, MI)
- Crespi Bonsai Museum (Parabiago, MI)
- Orto botanico di Brera (Milano)
- Parco Comunale Angelo e Lina Nocivelli (Verolanuova, BS)
- Rocca di Lonato del Garda (Lonato del Garda, BS)
- Villa Togni (Gussago, BS)
- Villa Panza (Varese)
- Villa della Porta Bozzolo (Casalzuigno, VA)
- Orto Botanico di Pavia (Pavia)
- Rocca di Angera (Angera, VA)
- Villa Cicogna Mozzoni (Bisuschio, VA)
- Horti - Almo Collegio Borromeo (Pavia)
- Villa Reale di Monza (Monza)
- Giardino di Palazzo Arese Borromeo (Cesano Maderno, MB)
- Giardino di Villa Cusani Traversi Tittoni (Desio, MB)
- Villa Necchi Campiglio (Milano)
- BAM - Biblioteca degli Alberi Milano (Milano)
- Villa Ghirlanda Silva (Cinisello Balsamo, MI)
- Giardino di Villa Annoni (Cuggiono, MI)
- Villa Litta (Lainate, MI)
- Villa Arconati (Castellazzo di Bollate, MI)
- Palazzo Moroni (Bergamo)

### Friuli-Venezia Giulia
- Castello delle Rose di Cordovado (Cordovado, PN)
- Vistorta (Sacile, PN)

### Piemonte
- Villa Ottolenghi-Wedekind (Acqui Terme, AL)
- Parco di Palazzo Malingri di Bagnolo (Bagnolo Piemonte, CN)
- Castello di Pralormo (Pralormo, TO)
- Oasi Zegna (Trivero, BI)
- Castello di Masino (Caravino, TO)
- Reggia di Venaria Reale (Venaria Reale, TO)
- Giardini botanici di Villa Taranto (Pallanza, VB)
- Parco Pallavicino (Stresa, VB)
- Isola Bella (Stresa, VB)
- Isola Madre (Stresa, VB)
- Castello di Miradolo (San Secondo di Pinerolo, TO)

### Veneto
- Giardino Barbarigo Pizzoni Ardemani (Valsanzibio di Galzignano Terme, PD)
- Castello di San Pelagio - Museo dell'Aria (Due Carrare, PD)
- Villa Trissino Marzotto (Trissino, VI)
- Villa Fracanzan Piovene (Orgiano, VI)
- Giardino Giusti (Verona)
- Villa Arvedi (Grezzana, VR)
- Parco Giardino Sigurtà (Valeggio sul Mincio, VR)
- Villa Zileri Motterle (Monteviale, VI)
- Castello di Montegalda (Montegalda, VI)
- Giardino Jacquard (Schio, VI)
- Villa La Rotonda (Vicenza)
- Villa di Maser (Maser, TV)
- Villa di Montruglio (Barbarano Mossano, VI)
- Giardino di Pojega - Villa Rizzardi (Negrar, VR)
- Orto Giardino del Convento della Chiesa del Santissimo Redentore (Giudecca, VE)
- Giardini Reali (Venezia)
- Parco Internazionale di Scultura (Venezia)
- Villa Parco Bolasco (Borgo Treviso, TV)
- Villa dei Vescovi (Luvigliano di Torreglia, PD)
- Villa di Modolo (Belluno)
- Orto Botanico dell'Università degli Studi di Padova (Padova)

### Trentino-Alto Adige
- I Giardini di Castel Trauttmansdorff (Merano, BZ)
- Arte Sella (Borgo Valsugana, TN)
- Giardino della Rosa (Ronzone, TN)
- Parco Guerrieri Gonzaga (Villa Lagarina, TN)
- Tenuta di San Leonardo (Avio, TN)
- Giardino Bortolotti (Lavis, TN)
- Parco delle Terme di Levico (Levico Terme, TN)

### Liguria
- Abbazia della Cervara (Santa Margherita Ligure, GE)
- Villa Durazzo-Centurione (Santa Margherita Ligure, GE)
- Giardini Caneva (Sarzana, SP)
- Giardini di Villa della Pergola (Alassio, SV)
- Villa Marigola (Lerici, SP)
- Villa Rezzola (Lerici, SP)

### Emilia-Romagna
- Villa La Babina (Sasso Morelli - Imola, BO)
- Villa Montericco Pasolini dall'Onda (Imola, BO)
- Palazzo Fantini (Tredozio Forlì, FC)
- Castello Benelli (Rimini, RN)
- Giardino Storico della Reggia di Colorno (Colorno, PR)
- Parco del Castello di Grazzano Visconti (Grazzano Visconti, PC)
- Villa Valmy (Bologna)
- Palazzo Boncompagni (Bologna)
- Labirinto della Masone (Fontanellato, PR)
- Giardino del Palazzo di Varignana (Castel San Pietro Terme, BO)

### Marche
- Parco Storico Seghetti Panichi (Castel di Lama, AP)
- Villa Caprile (Pesaro) (Pesaro, PU)
- Villa Miralfiore (Pesaro)

### Toscana
- Giardino Bardini (Firenze)
- Villa La Massa (Candeli, FI)

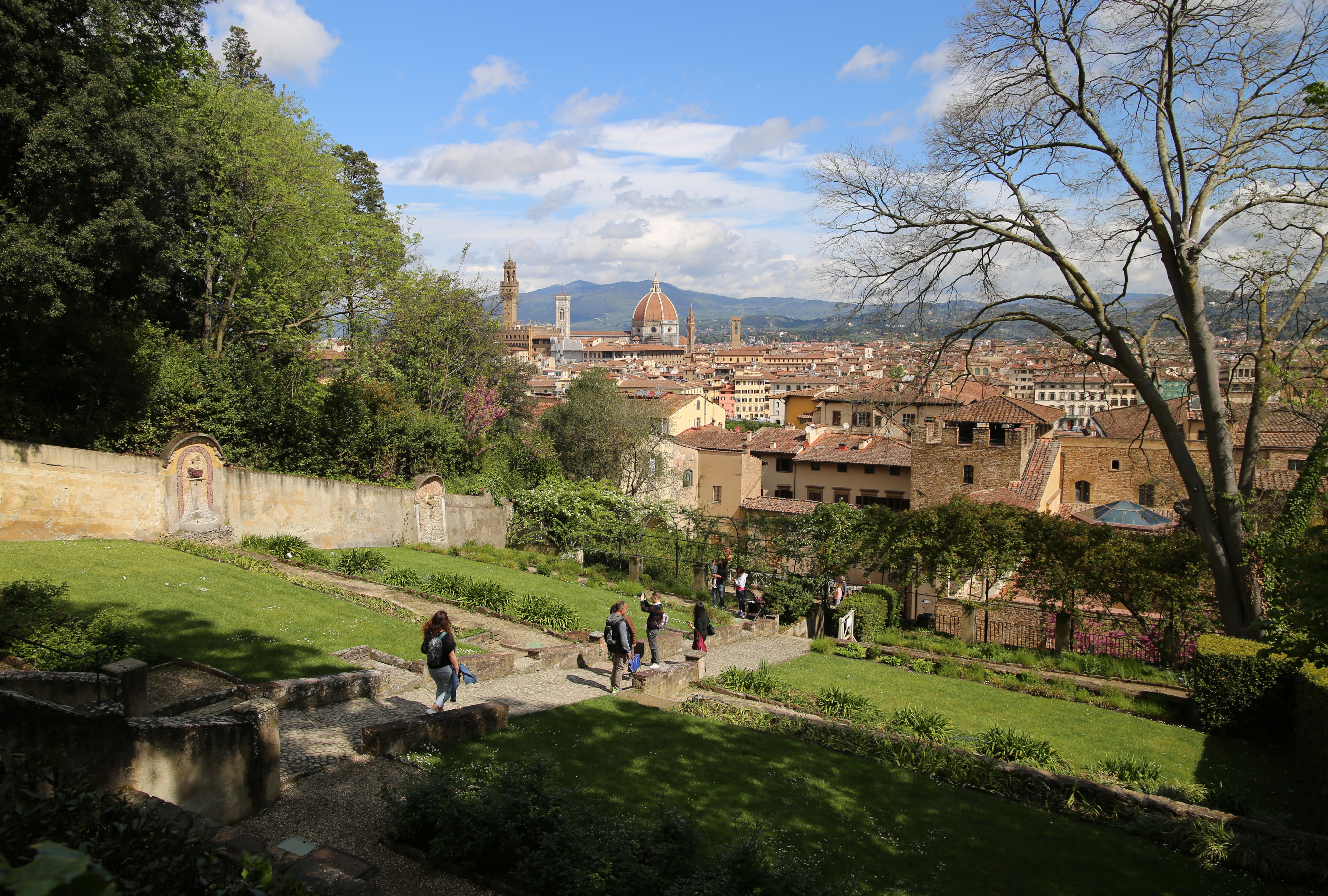
Giardino Bardini, Firenze

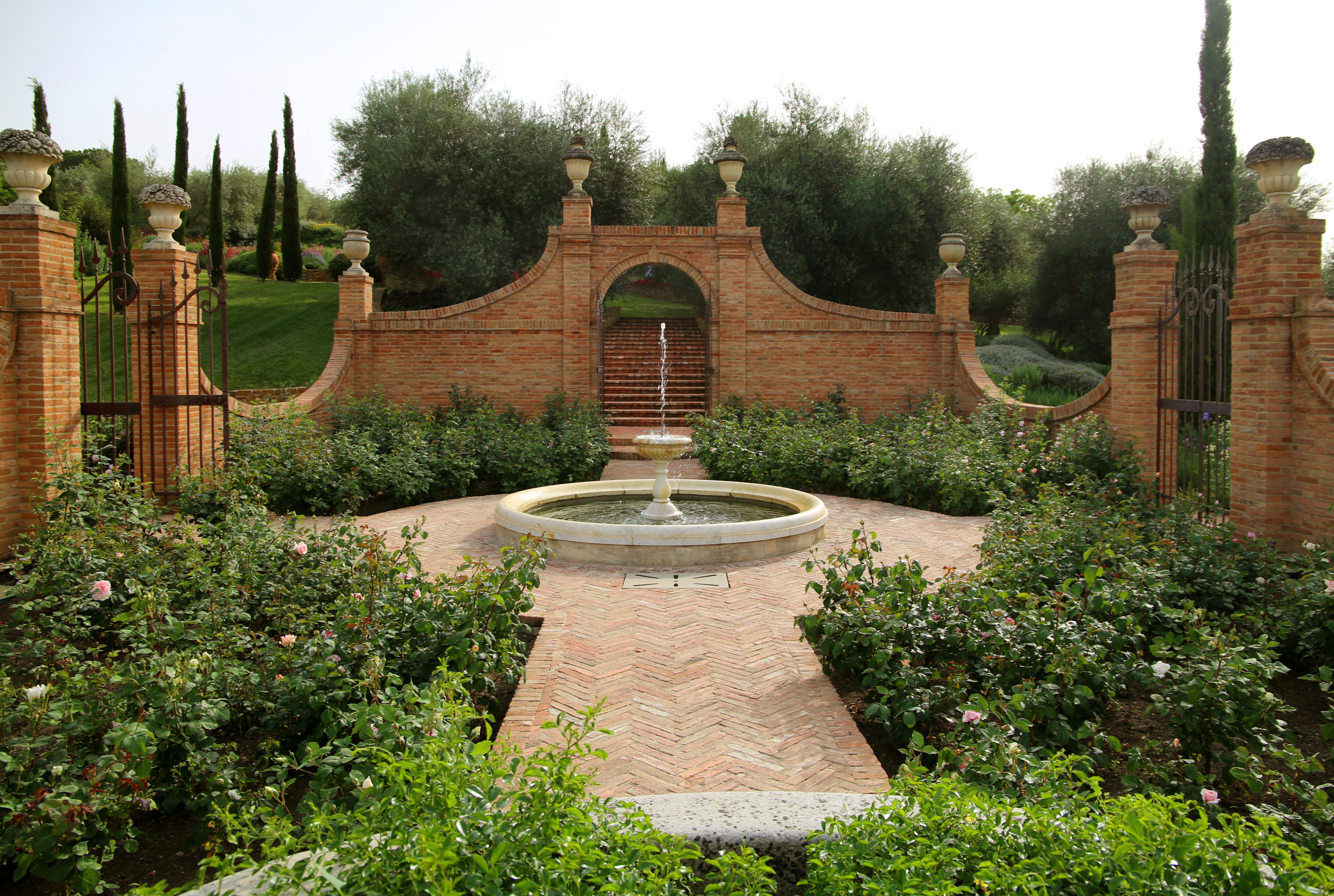
Parco villa Trecci, Montepulcian

- Villa Peyron al Bosco di Fontelucente (Fiesole, FI)
- Villa Gamberaia (Settignano, FI)
- Villa Reale di Marlia (Marlia, LU)
- Giardino storico Garzoni (Pescia, PT)
- Parco di Pinocchio (Collodi, PT)
- Parco Villa Trecci (Montepulciano, SI)
- Fattoria di Maiano (Fiesole, FI)
- OCA Oasy Contemporary Art and Architecture (San Marcello, PT)

### Lazio
- Giardini della Landriana (Ardea, Roma)
- Giardino di Palazzo Colonna (Roma)
- Palazzo Patrizi (Bracciano, Roma)
- Roseto Vacunae Rosae (Roccantica, RI)
- Villa d'Este (Tivoli, RM)
- Villa Adriana (Tivoli, RM)
- Villa Gregoriana - Bene FAI (Tivoli, RM)
- Villa Lante (Bagnaia, VT)
- Sacro Bosco di Bomarzo (Bomarzo, VT)
- La Pellegrina (Bagnoregio, VT)
- Palazzo Farnese di Caprarola (Caprarola, Viterbo)
- Castello Ruspoli di Vignanello (Vignanello, VT)
- Centro Botanico Moutan (Vitorchiano, VT)
- Fondazione Nicola Del Roscio Giardino Botanico (Gaeta, LT)
- Villa Bell'Aspetto (Nettuno, RM)

### Umbria
- La Scarzuola (Montegabbione, TN)

### Campania
- Giardini La Mortella (Forio d'Ischia)
- Parco Idrotermale del Negombo (Lacco Ameno, NA)
- Villa San Michele (Capri)
- Giardino Torre (Napoli)
- Palazzo Cocozza di Montanara (Caserta)
- Museo Nazionale Ferroviario di Pietrarsa (Napoli)
- Villa Cimbrone (Ravello, SA)

### Puglia
- Giardini Mileto (Fasano, BR)

### Sicilia
- Orto botanico di Catania (Catania)
- Le Stanze in fiore di Canalicchio (Catania)
- Giardini Victoria (Taormina, ME)
- Parco Paternò del Toscano (Sant'Agata Li Battiati, CT)
- Giardino del Biviere (Lentini, SR)
- Orto botanico di Palermo (Palermo)
- Giardino di San Giuliano (Villasmundo, SR)
- Radicepura (Giarre, CT)
- Fondazione La Verde La Malfa (San Giovanni La Punta, CT)
- Villa Schuler (Taormina, ME)
- Giardino dell'Impossibile (Favignana, TP)
- Giardino del Balio (Erice, TP)
- Villa Tasca (Palermo)

### Sardegna
- Sant'Efis Hotel (Pula, CA)
- Beranu Froriu (Turri, SU)

### Malta
- Palazzo Parisio (Naxxar, Malta)